# Wausaukee
Wausaukee est un village du comté de Marinette, dans l'État du Wisconsin, aux États-Unis. En 2020, il comptait une population de 596 habitants.